# 帕维尔·斯特拉蒂尔
帕维尔·斯特拉蒂尔（捷克語：Pavel Stratil，1945年4月17日—），捷克男子足球运动员，场上位置是前锋。他曾代表捷克斯洛伐克国奥队参加1968年夏季奥林匹克运动会足球比赛，获得第九名。